# Poseidonios

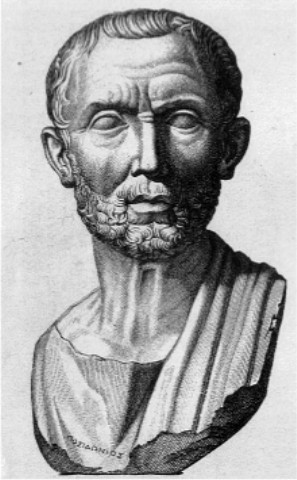
Poseidonios von Rhodos, neuzeitliche Fantasiedarstellung

Poseidonios (griechisch Ποσειδώνιος Poseidōnios, latinisiert Posidonius (Apamensis et Rhodius); * 135 v. Chr.; † 51 v. Chr.) war ein bedeutender griechischer Philosoph, Geschichtsschreiber und Universalgelehrter des späten Hellenismus aus dem syrischen Apameia. Obwohl in Syrien geboren, war er ein Grieche, denn Apameia war eine Polis, die einst von den Seleukiden gegründet worden war. Nach dem Studium in Athen ließ er sich als Lehrer auf der Insel Rhodos nieder, für die er auch in diplomatischer Mission führend tätig wurde. Poseidonios war besonders in Rom geachtet, nicht zuletzt, weil er die römische Ordnungsmacht in der damaligen Weltpolitik vorbehaltlos akzeptierte. Viele römische Aristokraten studierten bei ihm.

## Philosophie
Poseidonios war ein Schüler des Panaitios von Rhodos und ist der philosophischen Schule der mittleren Stoa zuzurechnen. Zu den Hörern seiner Vorlesungen zählten unter anderem Cicero und Pompeius, denn viele Römer der Oberschicht studierten damals in Athen oder Rhodos. Von besonderem Interesse ist sein Beitrag zur stoischen Affektenlehre.
Im Widerspruch zu den Vertretern der älteren Stoa, besonders Chrysippos, vertrat Poseidonios die Auffassung, Affekte seien verursacht von vernunftlosen Teilen der Seele. Die älteren Stoiker waren der Meinung gewesen, die Seele sei ein einheitliches und vernünftiges Führungsvermögen des Menschen. Obwohl die Seele vernünftig sei, könne sie jedoch getäuscht werden und deshalb unvernünftigen Entscheidungen und Affekten zustimmen. Poseidonios erschien diese Erklärung nicht plausibel. So kehrte er zur Auffassung Platons zurück, die Seele bestehe aus den drei Teilen Vernunft, Begierde und Mut, womit sich auch erklären ließe, warum in Kindern – unabhängig von einer guten Erziehung – unvernünftige Affekte aufkeimen und warum die Affekte mit der Zeit nachlassen; Fragen, die Chrysippos nicht ausreichend hatte beantworten können.

## Ethnographie
Etwa ab 105 v. Chr. unternahm Poseidonios ausgedehnte Reisen, die ihn unter anderem bis nach Spanien führten. Ebenfalls berichtet wird von wiederholten Reisen nach Rom.
In seinem Werk Über den Okeanos und seine Probleme – wie alle Werke des Poseidonios nur durch Zitate anderer Autoren überliefert – griff er eine bereits seit dem 5. Jahrhundert v. Chr. verbreitete Klimazonentheorie wieder auf, der zufolge die Völker des Nordens und Südens auf Grund des Klimaeinflusses zu unterscheiden seien: Die Völker des Nordens hätten einen mächtigeren Körper, eine hellere Haut, gelblich-rötliches Haar, blaue Augen und viel Blut. Sie besäßen zwar einen stumpfen Geist, zeichneten sich jedoch durch einen wegen ihrer Unbedachtheit großen Kampfesmut aus. Demgegenüber wurden die im warmen Orient lebenden Menschen als von kleinem Wuchs, mit brauner Haut, krausem Haar, dunklen Augen, mageren Beinen und wenig Blut charakterisiert. Sie zeichneten sich durch einen scharfen Geist, große Findigkeit, aber auch Feigheit und Verschlagenheit aus. (Griechen und Römer hingegen, die in der Mitte zwischen diesen Völkern lebten, seien so mutig wie die Germanen und so klug wie die Orientalen.)
Wahrscheinlich war Poseidonios der erste, der das Wort Germanen in der Literatur  benutzte. In seinem 30. Buch, ca. 80 v. Chr. geschrieben, welches aber verloren ging und nur als Fragment im 4. Buch des Athenaios von Naukratis (ca. 200 n. Chr.) erhalten blieb, berichtet er kurz über ihre Essgewohnheiten: Die Germanen dagegen, wie Poseidonios im 30. Buch sagt, tragen zur Mittagszeit gliedweise gebratenes Fleisch auf und trinken Milch dazu und den Wein ungemischt. Diese Nachricht und wohl auch andere ihrer Art ließen erst im 1. Jahrhundert v. Chr. bei Römern und Griechen einen neuen ungebräuchlichen ethnographischen Begriff aufkommen. Genaueres konnte man auch nicht wissen, weil es vorher dieses Völkergebilde der Germanen noch gar nicht gab, sondern nur einzelne Stämme bekannt waren.

## Geschichtswerk
Poseidonios schrieb eine (nur fragmentarisch erhaltene) Fortsetzung der Historien des Polybios in 52 Büchern, in denen die Zeit von 146 bis 79 v. Chr. behandelt wurde. Den erhaltenen Fragmenten nach enthielt das Geschichtswerk umfangreiches ethnographisches Material über zahlreiche Völker außerhalb des griechisch-römischen Kulturkreises, so über die Kelten, Germanen, Juden, Parther usw. In diesem Zusammenhang schilderte er zwar die außenpolitischen Erfolge der Römer, kritisierte aber zugleich den inneren Verfall der Republik und die Habgier der Herrschenden, wobei er die innere Krisenzeit der Republik in der Zeit nach 133 v. Chr. betonte. Poseidonios interessierte sich zudem für Ursachen von Naturphänomenen wie der Nilschwelle, Vulkanausbrüchen und Erdbeben; das entsprechende Material dürfte in den für die antike Geschichtsschreibung typischen Exkursen verarbeitet worden sein.

## Geographie und Astronomie
Von Poseidonios sollen Berechnungen des Erdumfangs stammen, die Claudius Ptolemäus übernommen hat und zu einer langfristig fehlerhaften Lehrmeinung führten. Sein Wert von etwa 35.500 km (laut Volker Bialas) betrug nur 85 % des von Eratosthenes 150 Jahre zuvor berechneten Erdumfangs von 41.750 km. Dieser entsprach seinerseits 104,375 % des Umfanges, der bei der Definition des Meters zugrunde gelegt wurde, 104,179 % des tatsächlichen Äquatorumfangs sowie 104,354 % des aus zwei Meridianen bestehenden Umfangs über die Pole. Unter anderem soll Kolumbus aufgrund dieser Daten seine Seereise nach Westen erwogen haben, auf der er die dem amerikanischen Kontinent vorgelagerten Inseln entdeckte. Die Korrektheit dieser Folgekette lässt sich aber nur bedingt beweisen. Anzunehmen ist, dass Kolumbus, Ptolemäus und Poseidonios die von Eratosthenes durchgeführte Erdmessung nicht gekannt haben, denn seine Berechnung kommt dem tatsächlichen Erdumfang recht nahe, ihre Methode ist prinzipiell korrekt und ihre Kenntnis hätte Kolumbus erkennen lassen, dass es sich bei den entdeckten Inseln nicht um Teile Indiens handeln konnte, sondern um völlig neue Länder.
Anders als Eratosthenes verwendete Poseidonius nicht eine Höhenwinkelmessung zur Sonne, sondern zu Canopus, einem Stern 1. Größe tief im Süden -- und auch nur auf der relativ kurzen Strecke von Rhodos nach Alexandria. Abgesehen von den ungünstigen Messbedingungen meint Volker Bialas, das Ergebnis habe weniger zur Erdmessung als zum Rechenbeispiel gedient.
Neuere Untersuchungen des „Mechanismus von Antikythera“ haben zu Vermutungen geführt, das metallene, einem Uhrwerk gleichende antike Artefakt zur mathematischen Berechnung von Sonnenfinsternissen und anderen Himmelsphänomenen könnte von Poseidonios erfunden oder gar konstruiert worden sein. Denn frühere Datierungen auf die Jahre 80 bis 65 v. Chr. wurden unlängst auf eine vermutliche Entstehungszeit zwischen 150 und 100 v. Chr. korrigiert. Zudem will Cicero bei Poseidonios ein Instrument gesehen haben, „dessen einzelne Umdrehungen dasselbe an Sonne, Mond und den fünf Planeten hervorrufen, was am wirklichen Himmel in den einzelnen Tagen und Nächten abläuft.“
Von Poseidonios ist bei Strabon die Auffassung überliefert, dass er es für wahrscheinlich hielt, dass das von Platon beschriebene Atlantis tatsächlich existierte. Er schloss dies aufgrund seiner Beobachtung von entstehendem bzw. versinkendem Land.
Der Mondkrater Posidonius sowie der Asteroid (13129) Poseidonios sind nach dem antiken Gelehrten benannt.

## Werke
Keines der Werke ist überliefert. Von den Schriften sind nur die Titel und Fragmente durch Zitate anderer Autoren erhalten geblieben:
- Über den Okeanos und seine Probleme
- 52 Bücher Geschichte
- Über die Götter (von Marcus Tullius Cicero in De natura deorum benutzt)
- Über die Affekte (von Galen benutzt)
- Über die Weissagekunst (5 Bücher)

## Textausgaben
- Ludwig Edelstein, Ian G. Kidd (Hrsg.): Posidonius. 3 Bände. Cambridge University Press, Cambridge 1972–1999. Bd. 1: The Fragments (kritische Edition); Bd. 2: The Commentary (zwei Teilbände); Bd. 3: The Translation of the Fragments.
- Willy Theiler (Hrsg.): Poseidonios: Die Fragmente. Band 1: Texte. Band 2: Erläuterungen. De Gruyter, Berlin/New York 1982, ISBN 3-11-007128-2
- Ken Dowden: Poseidonios (87). In: Brill’s New Jacoby (mit englischer Übersetzung, umfangreichem Kommentar und Literaturangaben).